# Thinodromus lapsus
Thinodromus lapsus är en skalbaggsart som först beskrevs av Thomas Casey 1889.  Thinodromus lapsus ingår i släktet Thinodromus och familjen kortvingar. Inga underarter finns listade i Catalogue of Life.